# Carola Jung
Carola Lucia Jung (* 19. Juli 1975 in Scheßlitz) ist eine deutsche Journalistin, Fernseh- und Radiomoderatorin.

## Lebenslauf
Nach dem Studium an der Akademie für neue Medien in Kulmbach startete sie ihre Karriere mit einem Volontariat bei dem Berliner Radiosender 104.6 RTL, als Wetterfee bei Arno & die Morgencrew und führte die Moderation von Best of Arno & die Morgencrew durch. 
Im Januar 1999 wechselte sie zu Radio Energy 103,4. Im ersten Jahr moderierte sie die Abendsendung in der Zeit zwischen 18 und 22 Uhr und war dann von 10 bis 14 Uhr zu hören. 
Im Februar 2004 wurde sie zur Chefmoderatorin, 2005 zur stellvertretenden und 2006 zur Programmdirektorin von Energy 103,4 Berlin ernannt. 
Carola moderierte weiterhin montags bis freitags von 10 bis 14 Uhr DJs@Work und samstags von 14 bis 16 Uhr die Euro Hot 30. Für ihren Carola Trend Report wurde sie im August 2007 mit einem Award ausgezeichnet. 
Als Radiomoderatorin hatte sie Interviews mit folgenden Künstlern im Programm: 
Reamonn, Kelis, Rednex, Vengaboys, Wyclef Jean, Pink, All Saints, No Angels, Roxette, a-ha, Spicegirl Emma Bunton, Xavier Naidoo, Sarah Connor, Jamelia u. v. m. 
Auch vor der Fernsehkamera war sie schon zu sehen: 
In der Zeit von 2000 bis 2005 präsentierte sie den Wetterbericht bei den TV-Sendern Sat.1, ProSieben und N24 und 2006 arbeitete sie als BIZZ-Reporterin bei ProSieben. 
Carola Jung moderierte bereits diverse Veranstaltungen wie: 
Christopher Street Day 2003, mehrmals "Energy in the Park", "Planspiel Börse" der Berliner Sparkasse, "Vip-Opening" des "Tropical Islands Resort" im Brand, "Jungdesigner 2006", eine Podiumsdiskussion der "M.E.C.H Academy von McCann Erickson" u. v. m. 
Neben einer bereits absolvierten Ballettausbildung sowie einer Schauspielausbildung nimmt sie seit einigen Jahren regelmäßigen Gesangsunterricht. 
Außerdem ist sie seit dem Jahr 2004 offizielle UNICEF-Repräsentantin.

## Beruflicher Werdegang
- 1996: Akademie für neue Medien in Kulmbach
- 1996–1999: Volontariat 104.6 RTL+
- 1999–2008: Moderation Radio Energy Berlin
- Seit 2001: Dozentin an der Akademie für Neue Medien Kulmbach
- 2000–2005: Moderation Sat.1 Wetter
- 2005: Stellv.Programmdirektorin Radio Energy Berlin
- 2006: Reporterin BIZZ ProSieben
- 2006–2008: Programmdirektorin Radio Energy Berlin[3]
- Seit 2008: Kolumnistin auf der Website style-clubs[4]
- 2009–2012: Programmdirektorin beim Radiosender Energy Sachsen
- Seit März 2012: Programmdirektorin bei Radio PSR[5]
- Seit November 2014 ist Carola Jung Lokalchefin der BZ und BILD Berlin-Brandenburg.